# Шкода 110 Р
Шкода 110 Р (чеш. Škoda 110 R) је аутомобил који је производила чехословачка фабрика аутомобила АЗНП. Производио се од 1970. до 1980. године.

## Историјат
Шкода 110 Р је купе и заснована је на моделу 100/110. 110 Р је четворосед са двоје врата. Са својим ванвременским дизајном је и данас веома популаран међу колекционарима.
Користи моторе од модела 100, али су били снажнији. Имао је четвороцилиндрични редни водом хлађени бензински мотор смештен позади са четворостепеним мануелним мењачем и погоном на задњој осовини. Релативно аеродинамичан аутомобил могао је да достигне брзину од 140 km/h. Предњи део возила је са малим детаљима практично идентичан са моделом 100. Врата су била без рамова. Лоша страна овог купеа је што је имао мали резервоар, свега 32 литра, и што се налазио испод пртљажног простора, који је био смештен напред. Већина возила су поседовала четири предња светла, али најранији модели су имали само два. Производила се и спортска верзија са ознаком 130 RS, али у веома малом броју.
За десет година производње, произведено је 56.902 возила. Производња се одвијала у Квасини у Чехословачкој. Од 1981. године почео се производити наследник Шкода гарде.